# Британские юристы за Израиль
Британские юристы за Израиль (также «Юристы Великобритании за Израиль», англ. UK Lawyers for Israel, UKLFI) — британская некоммерческая организация, защищающая юридическими средствами интересы Израиля и еврейских общин.

## Создание и миссия
UK Lawyers for Israel (UKLFI) была основана в 2011 году с целью защиты прав еврейских общин и поддержки Израиля на международной арене. UKLFI оказывает юридическую поддержку в делах, связанных с антисемитизмом, и выступает против кампаний бойкота, деинвестирования и санкций (BDS), направленных против Израиля. Организация инициирует судебные процессы против участников таких бойкотов, а также проводит правовой мониторинг учреждений и лиц, допускающих, по её оценке, дискриминационные действия в отношении Израиля и поддерживающих терроризм.
UKLFI сотрудничает с международными правозащитными организациями, такими как Центр прав Льюиса Брандейса, для совместного продвижения правовых инициатив против антисемитизма и защиты прав еврейских сообществ в академической среде.

## Деятельность
Основные направления деятельности «Британских юристов за Израиль» включают в себя правовую поддержку, мониторинг дискриминационных кампаний и действий, и борьбу с поддержкой терроризма. UKLFI сотрудничает при этом как с правительственными, так и с международными структурами.

### Борьба с антисемитизмом и дискриминацией
Организация выступает против антисемитизма и бойкота израильтян. Так она добилась компенсации от авиакомпании Kuwait Airways гражданке Израиля за отказ продавать билет на основании национальности, подвергнувший её дискриминации, и пожаловалась на персонал аэропорта Хитроу за дискриминацию евреев и израильтян. UKLFI добилась урегулирования по судебному иску, согласно которому ряд профессоров Унивеситета Лидса намеренно поставили студентке-еврейке низкую оценку за статью, критикующую ХАМАС.

### Противодействие поддержке терроризма
UKLFI также противодействует финансовой и идеологической поддержке террористических организаций. Так, в 2017 году UKLFI подала жалобу на компанию PwC за отказ раскрыть детали аудита помощи Палестинской администрации, выплачивающей зарплаты террористам, а в 2023 года — на четырёх преподавателей Лондонской школы экономики за публикации, расценённые как поддержка ХАМАС в связи с нападением на Израиль 7 октября 2023 года.

### Взаимодействие с государственными структурами
Организация активно сотрудничает с государственными структурами, выступая с инициативами по расследованию и пресечению действий, которые могут способствовать антисемитизму или подрывать безопасность Израиля. В 2024 году UKLFI оказала давление на администрацию Тауэр-Хамлетс, чтобы снять палестинские флаги с общественных зданий, осудила назначение на пост Генерального прокурора Ричарда Хермера за его антиизраильскую деятельность и возразила против приостановки поставок британских вооружений в Израиль, считая решение политически мотивированным. Она также подвергла критике призыв британских юристов к правительству наложить санкции на Израиль.

### Взаимодействие с международными организациями
29 августа 2024 года UKLFI обратилась к прокурору Международного уголовного суда (МУС) Кариму Хану в связи с запросом им ордера на арест израильских политиков, заявив о нарушении Ханом ряда процедур и политической мотивированности его действий. UKLFI подвергла критике прокурора МУС за предвзятую, по оценке юристов, позицию в отношении израильского руководства.

### Медийные и культурные инициативы
UKLFI также обращает внимание на изображение еврейских и израильских сообществ в СМИ и в культуре. В 2018 году она осудила сериал «Макмафия» за то, как в нём были изображены евреи и израильтяне, а в октябре 2024 года осудила открытое письмо ряда писателей, обвинивших Израиль в геноциде и призвавшее к бойкоту израильских культурных учреждений.

### Комментарии
1. ↑  ХАМАС признан террористической организацией в США, ЕС[6], Великобритании[7], Канаде[8], Австралии[9], Новой Зеландии[10], Израиле[11], Аргентине[12], Японии[11][13] и Парагвае[14].